# Fiserv Forum
Il Wisconsin Entertainment and Sports Center, noto con il nome commerciale di Fiserv Forum, è un impianto sportivo coperto della città di Milwaukee, Wisconsin.
È dove si disputano le gare interne dei Milwaukee Bucks, in sostituzione del precedente Bradley Center.
Il 26 luglio 2018 il palazzetto ha assunto la denominazione attuale in virtù di un accordo commerciale della durata di 25 anni con la società di servizi finanziari Fiserv.